# Lionel Scaloni
Lionel Scaloni (* 16. května 1978, Rosario, Argentina) je bývalý argentinský profesionální fotbalista, který hrál na pozici záložníka nebo obránce. Po odchodu z Argentiny hrál několik let za Deportivo La Coruña během úspěšných let tohoto španělského klubu, se kterým vyhrál v ročníku 1999/2000 La Ligu. Hrál rovněž za kluby v Itálii. Nastupoval za argentinskou reprezentaci, se kterou se účastnil mistrovství světa 2006.
Po konci kariéry se stal trenérem. Od roku 2018 vede argentinskou reprezentaci.

## Trenérská kariéra
Scaloni dovedl Argentinu ke třetímu místu na jihoamerickém turnaji Copa América 2019.
V roce 2021 dovedl Argentinu k triumfu na turnaji Copa America. V roce 2022 vyhrál s Argentinou jak tzv. Finalissimu, tedy utkání mezi vítězem Copa Americy a evropského Eura, tak MS ve fotbale, které se konalo v Kataru. Ve finále MS zdolali Argentinci tým Francie 4:3 na penalty. Jeho čtvrtým úspěchem s „Albiceleste” je vítězné tažení na turnaji Copa America v létě 2024. Je považován za jednoho z nejlepších trenérů argentinského národního týmu, zejména za nastolení dominantního stylu hry a promyšlených střídání.